# Bolbe (animal)
Bolbe es un género de mantis nativas de Australia.

## Especies
- Bolbe lowi
- Bolbe maia
- Bolbe nigra
- Bolbe pallida
- Bolbe pygmea